# PEAR
PEAR (PHP Extension and Application Repository, ペア) はPHPで利用する事ができるライブラリ（パッケージ）を提供しているサービス。
PEARはPHPで書かれたライブラリを提供しているが、C言語で書かれた拡張ライブラリ (extension) を提供するPECLというサービスも存在する。PEARの発音は製品ロゴにも使われている洋梨（pear）と同じ「ペア」である。

## PEARのインストール
PEARは通常PHP4、PHP5に最初から同梱されているが、ビルドオプションの指定などでインストールしなかった場合でも後からインストールする事ができる。
インストールが完了すると、pearという同名のコマンドが利用できるようになっている。Debianのapt-getやRed Hat Linuxなどで利用されているyumに似たインターフェイスでこのコマンドを利用する事でPEARのライブラリ群を自動的にインストール、アンインストール、アップグレード、作成できるようになっている。
共有ホスト（レンタルサーバ等）へのインストール
レンタルサーバなど、PEARがインストールされていない場合、php.netにあるgo-pear.phpのソースをgo-pear.phpというファイル名で保存して実行するとインストールできる。
また、共有ホストにインストールされているPEARが持っているパッケージ以外のパッケージを利用したい場合も、ユーザーローカルにPEARをインストールすることができる。詳細はPEAR公式マニュアルによる。

## PEARパッケージの管理（Linux、FreeBSDでの例）
PHPでPEARパッケージを用いるには、そのパッケージをあらかじめシステム（Webサーバ側）にインストールしておく必要がある。その時に利用されると思われるパッケージ管理のコマンド例を次に示す。（これらのコマンドは、システムのシェルで実行する）
パッケージ一覧の表示
```
pear
 
list

```

パッケージのインストール
```
pear
 
install
 
[
パッケージ名
]

```

## PEARパッケージのPHPからの利用
PHPソースコードの例
```
<?php

require_once
(
"Auth/Auth.php"
);
 
// 利用するパッケージを最初に指定

```

## PEAR標準コーディング規約
PEARにはPHPのコード作成に関する標準スタイルPEAR標準コーディング規約が定義されており、PEAR上で公開されているすべてのライブラリはこのPEAR標準コーディング規約にそって書かれている。